# المغامرة الأولى (كتاب)
كتاب «المغامرة الأولى» هو مجموعة قصص قصيرة لمؤلفها هرمان هيسه تتألف من 12 قصة مترجمة من أبرزها : “من أزمان الطفولة” و“كارل أويغن آيزلاين” و“في مدينة صغيرة” و“الميكانيكي المساعد” و“المغامرة الأولى” و“تلميذ اللاتينية” و”الفراشة الطاووسية” وغيرها. يحتوي على 419 صفحة حسب النسخ العربية المتاحة ويُعتبر من الأعمال المبكرة لهيسه.

## نبذة عن المؤلف
هرمان هيسه (1877–1962) كاتب وفيلسوف ألماني-سويسري بدأ حياته الأدبية في الكتابة الشعرية ثم انتقل إلى الروايات والفكرية منها أعمال مثل دميان وسدهارتا وذئب البوادي وولعبة الكريات الزجاجية. حصل على جائزة نوبل في الأدب عام 1946 . يتميز باتجاهه التفكري والفلسفي النفسي وتركيزه على رحلة الإنسان الداخلية والبحث عن الذات.

## ملخّص الكتاب
القصص في الكتاب قريبة من الطابع الذاتي وسيرة ذاتية لرؤى هيسه وهموم شبابه (العمر من 28 إلى 30). أربعة من القصص ضمت لاحقًا في أعماله الرسمية فيما بقيت القصص الأخرى منشورة في صحف ومجلات.
تركز الكثير من القصص على صراعات داخلية وتأملات في الهوية وذكريات الماضي وحنين الريف مقابل المدينة والتشكك بالله والوجود. مثلاً في قصة "من أزمان الطفولة" تبرز ذكريات البراءة والصبا بينما في "الورشة" و"الميكانيكي المساعد" تتجلى معاناة الروتين والعمل. قصة عنوان الكتاب "المغامرة الأولى" تصوّر رحلة رمزية نحو النضج واكتشاف الذات. يعكس هيسه في السرد حسًا مرهفًا ورومانسية غنية ويعتمد أسلوب التحليل النفسي الدقيق الذي يتغلغل في وجدان القارئ كتوباتي.

## الشخصيات
الشخصيات تظهر بصورة شبه متكررة : عادة شاب هادئ وباحث ورومانسي وقريب للطبيعة. شخصيات تسعى للمعنى وتواجه أخطاء الطفولة والتحولات الاجتماعية والمجتمعية وغالبًا ما تمزج بين الواقع والرمزية دون أن تطغى على القصص. هذه التكرارية تُظهر شخصية السارد كهيئة فلسفية تمثّل كل شاب في رحلة النمو .

## مغزى الكتاب
- رحلة اكتشاف الذات : يظهر هذا في القصص مثل “المغامرة الأولى” و“كارل أويغن” حيث يواجه الأبطال تحديات داخلية تعني لحظة النضج.
- الحنين للوطن والماضي : القصص مثل “من داخل الورشة” و“في مدينة صغيرة” تقدّم تأملات في الريف والماضي كرموز للسكينة والهدوء الداخلي.
- الصراع العقلي والروحي : السرد يعكس تساؤلات فلسفية عميقة تتعلق بوجود الإنسان والموت والمعنى والمصير.
- المدلولات النفسية والاجتماعية : تحليل نفسي للشخصيات يظهر تطلعات الإنسان وتعقيدات الذات البشرية. كما أنه يفتح أمام القارئ نافذة على الأسئلة الوجودية الأساسية التي تسعى النصوص الأكثر عمقاً إلى طرحها.[5]

## التحليل الفني
- الأسلوب والسرد : لغة شاعرية قليلة الزخرفة يسودها الصراحة والتحليل الداخلي. الأسلوب يستند إلى تأملات دقيقة وتصوير رمزي وأحيانًا رؤى شبه أسطورية.
- الإيقاع القصصي : القصص قصيرة لكن مركزة يُسرد فيها مشهد أو موقف يمثل نقطة تحول في تجربة شخصية.
- الرمزية والصوفية : الذكريات والريف والطبيعة وحتى الكتابة تصبح رموزًا لتعمق الإنسان في بحثه الداخلي.[6]

## 8. السياق الأدبي والتاريخي
صدر العمل في أواخر العقد الثاني من القرن العشرين (عمر هيسه كان بين 28–30 عامًا) ضمن مصادر صحافية وليس ككتاب مستقل في البداية لكن اهتم به لاحقًا ضمن مجموعات قصصية. وهو يمثل مرحلة انتقالية بين شعرية المراهقة للأشكال القصيرة وكتابات الرواية الكاملة التي تلت ذلك.